# Ángel Niccolai
Ángel Hugo Niccolai es un abogado y político argentino que ocupó diferentes cargos públicos en su provincia.
Desde 1995 hasta 2003 fue intendente de Añatuya, su ciudad natal. De 2005 a 2009 fue diputado provincial y en 2009 asumió como vicegobernador de Santiago del Estero, acompañando a Gerardo Zamora durante su segundo mandato como gobernador. En 2013, fue designado como ministro de Desarrollo Social, cargo que ocupa hasta la actualidad.